# Dancy (mandarine)
Pour les articles homonymes, voir Dancy (homonymie).
Classification phylogénétique
La mandarine Dancy, souvent tangerine Dancy,  est un des premiers cultivars de mandarine diffusé aux États-Unis. Elle a été multipliée depuis 1867 à partir d'un semis de George L. Dancy à Orange Mills (Floride). Le fruit, facile à peler, au gout typé, fut un succès commercial jusqu'à la décennie 1970, il est à l'origine de nombreuses hybridations.

## Dénomination
Chez Tanaka C. tangerina hort. ex Tanaka,  chez Swingle C. reticulata Blanco. Tanaka (1954) pense que les tangerina sont originaires d'Inde et aurait été introduites très tôt dans le sud de la Chine, il la considère identique à 'Obenimikan' du Japon (même génome chez Shimizu 2016), proche de 'Ladu' et 'Keonla' de l'Inde.
Synonymes : Hongju (Chine). À cause de la facilité à la peler est est nommée « zipper tangerine » (mandarine fermeture-éclair).

## Histoire
Dancy serait issue d'un semis réalisé en 1867 à Buena Vista, St. Johns County, Floride, dans le verger du colonel George L. Dancy à partir de graines de la mandarine 'Moragne' originaire de Tanger (Maroc) et introduite en 1843 par le Major Atway. Les premiers fruits nommés datent de 1877 par le Comité pomologique de la Florida Fruit Growers Association qui la reconnait comme variété nouvelle. La diffusion commerciale à grande échelle débute en 1890, année de la mort du colonel Dancy et de l'acquisition des droits par Rolleston Nursery de San Mateo. Sa vigueur et sa productivité lui font connaitre un succès commercial, elle devient la première mandarine cultivée aux États-Unis, le déclin de sa production date de 1980 sous la concurrence de nouveaux cultivars. En 2012, elle était devenue introuvable.
En août 1931, Swingle et Robinson publie New Citrus hybrids où il apparait que Dancy est fréquemment utilisée comme pollinisateur dans les hybridations (tangelo 'Lake', 'Seminole', 'Mineollla', etc.).

## Phylogénie
Shimizu (2016) trouve une faible distance génétique entre les mandarines 'Kishu', 'Dancy', 'Willowleaf'; 'Sokitsu' et 'Kobeni' mikan.

Sur la base du séquençage des chloroplastes, les mandarines (une des 3 populations ancestrales d'agrume) ont été divisés en 5 sous-groupes (2019). 'Dancy' appartient au sous-groupe CGT1 des mandarines cultivées (C. unshiu, Clementine, 'Ponkan', C. deliciosa 'Willowleaf' et 'Avana tardivo', C. nobilis 'King', C. reticulata 'Tardive', hybrides 'Encore', 'Kinnow' et 'Wilking', 'Fremont', 'Kara' et quelques types sauvages, dont C. kinokuni , C. tumida Yu.Tanaka, C. suhuiensis hort. ex Tanaka et C. succosa Yu.Tanaka. Le sous-groupe 2 comprenait C. depressa et C. reshni, le sous-groupe 3 C. sunki et C. tankan, le 4 C. tachibana et 5 C. nipponkoreana ('Kouraitachibana' qui est une espèce mentionnée que par Asad A. Abkenar et al.).

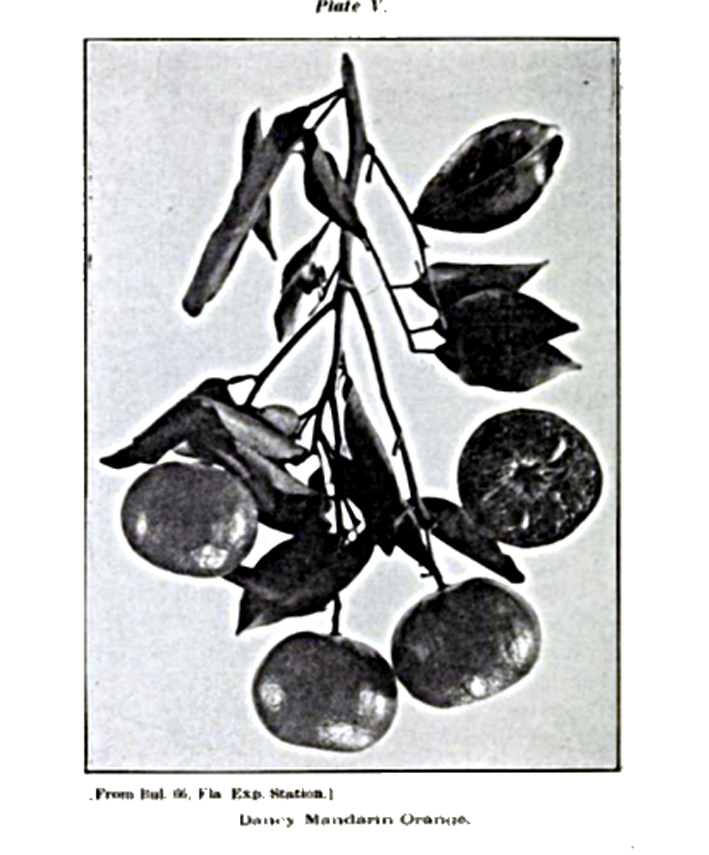
Dancy dans le Bulletin de la Station expérimentale de l'Université de Floride en 1899

## Description

### L'arbre
La plante est vigoureuse avec un port érigé, presque sans épines avec un feuillage dense. La résistance au froid est médiocre.
Dancy est sensible à l'alternariose due à Alternaria citri, les jeunes fruits et les pousses sont affectées par des taches brunes.

### Le fruit
Maturité mi-décembre à février, voir mars au Maroc, M. Deloy (1930) attribue le succès de Dancy à sa précocité et à sa belle couleur, et J.C. Th. Uphof donne une récolte dès novembre (1926).

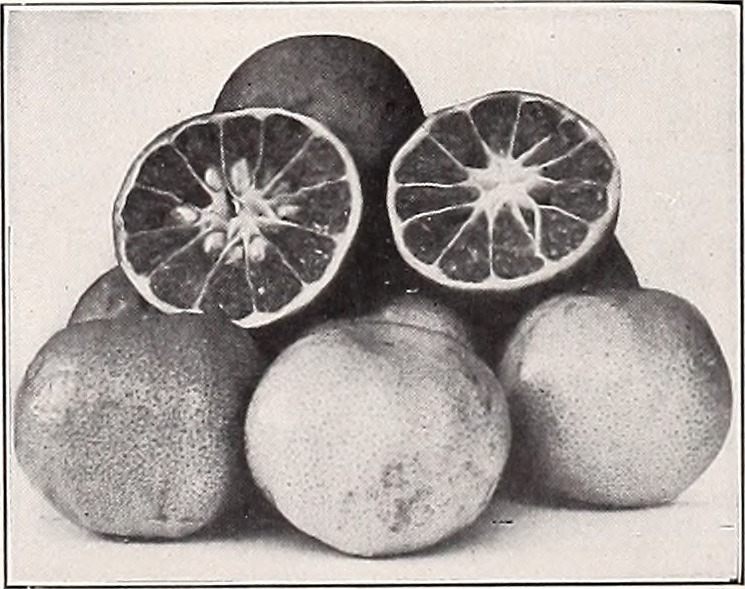
Dancy en coupe dans le catalogue de Fresno Nursery Cie (1915), on y voit une dizaine de graines.

Les fruits sont hétérogènes, le diamètre moyen varie de 5 à 7 cm. en fonction du nombre de fruits sur l'arbre qui a une forte tendance à l'alternance biennale. La forme va d'aplati à piriforme. Julien Brichet (1945) qui les trouve moins parfumées que les mandarines nord-africaines écrit « tandis qu’une belle 'Dancy' est un fruit excellent, une 'Dancy' ordinaire est inacceptable». Les fruits ont de 6 à 20 graines.

## Descendance
Dancy était largement utilisée par les obtenteurs, en premier lieu par Swingle et Weber (1897 - 1904) avec les tangelo.
- en première (Tangelos 'Thornton', 'Orlando' [C. paradisi x Dancy], 'Mineola', [C. paradisi 'Duncan'][20] x Dancy, 'Seminole' [C. paradisi x Dancy], 'Suwannee', 'Yalaha', 'Webber', 'San Jacinto', 'Sampson', 'Thornton', 'William', tangor 'Dweet' = C. sinensis x Dancy[20], 'Sampson' [C. paradisi x Dancy][21], etc.
- ou seconde génération d'hybrides : 'Nova', 'Fairchild', 'Robinson', 'Page', 'Fortune',
- ou encore d'obtention de triploïdes : Tahoe Gold ® (2002) = tangor 'Temple' x Dancy, Shasta Gold® (2002) = tangor 'Temple' x Dancy x 'Encore'[20]
- Mandalo = (C. maxima 'Siamese sweet' x mandarine 'Frua') x (mandarine 'King' x Dancy)[20], non nommé = tangor 'Temple' x Dancy[22], Citrus Iyo = Kaikoukan x Dancy[8], 'Orah' (et 'Orri'[23]) = 'Temple' x Dancy.

Il a été démontré que 'Fortune' n'est pas un hybride Clementine × Dancy mais Clementine x Orlando. Ponkan est un hybride d'un pollinisateur indéterminé x Dancy.

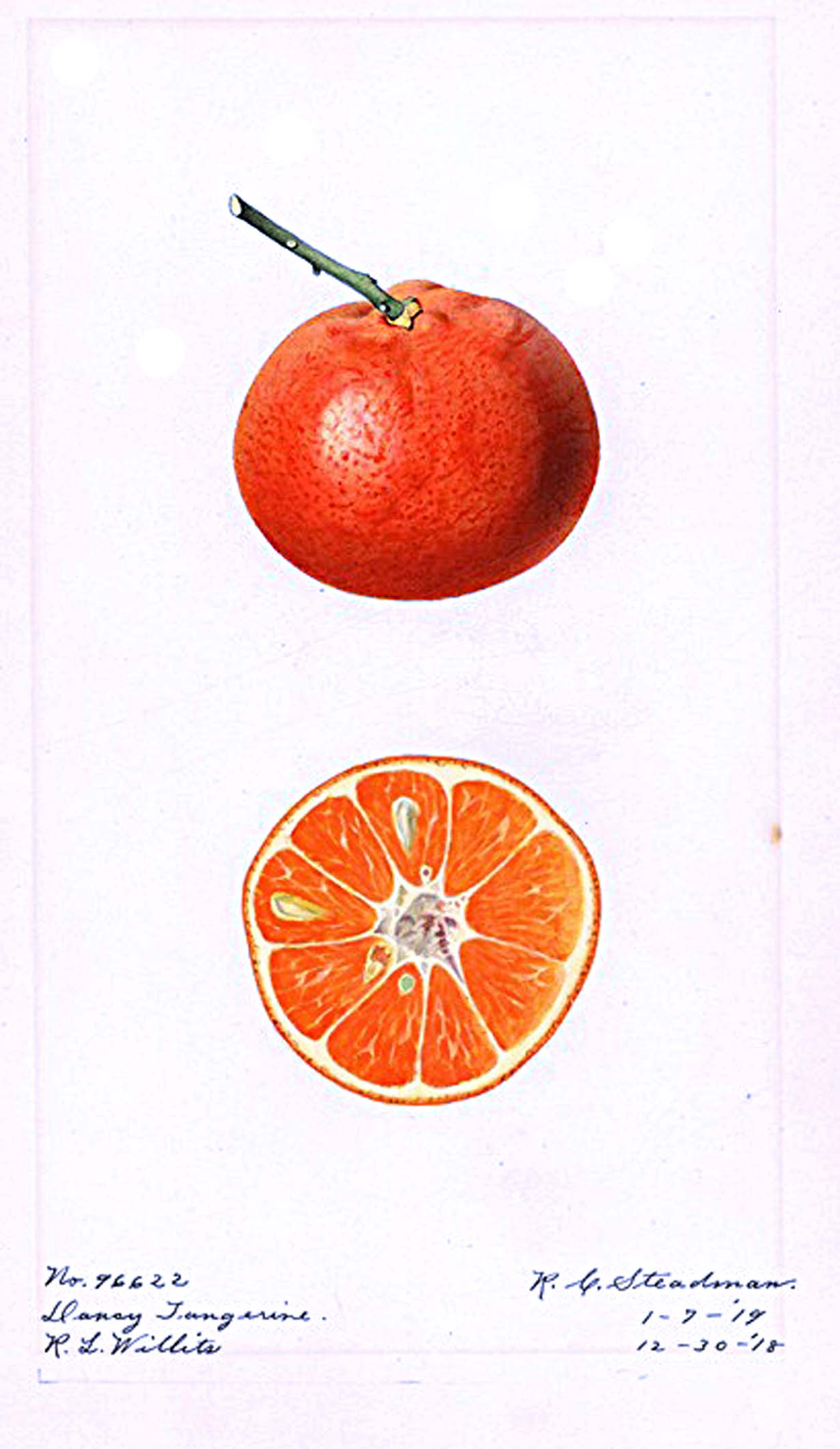
Tangerine Dancy par Royal C. Steadman (1919)

## Huile essentielle
Dans la feuille 10 flavonoïdes oxygénés ont été isolés en 1998. Dans le fruit, la fraction hétérocyclique oxygénée contient 5 ﬂavones polyméthoxylées, la tangeritine est la plus abondante.
La composition de l'HE est influencée par le climat et la région de culture selon les chercheurs égyptiens (2021) alors que les chercheurs mexicains ne voient aucune influence de la provenance sur l'HE. Le linalol et les monoterpènes oxygénés sont les principaux composants de l'HE de feuille, le limonène (85 à 87 %) et les hydrocarbures monoterpéniques (γ-terpinène, le myrcène et l'α-pinène) des fleurs et de l'écorces du fruit. Behzad B. Darjazi (2015) a publié une analyse détaillée qui il donne 1,13 % de E-β-ociméne.